# Viereth
Viereth ist ein Gemeindeteil der Gemeinde Viereth-Trunstadt im oberfränkischen Landkreis Bamberg in Bayern. Viereth ist der Hauptort und Sitz der Gemeindeverwaltung.

## Geografie
Das Pfarrdorf liegt etwa 9 km nordwestlich von Bamberg, direkt südlich des Mains, in den der es durchquerende Viehbach mündet.

## Geschichte
Viereth ist vermutlich aus einer Viehweide entstanden. Der Ort wurde im Jahre 911 erstmals als „Fihuriod“ genannt.
Im Jahre 1008 ging der südöstliche Teil von Viereth bis zum Viehbach an das Bistum Bamberg. Der nordwestliche Teil, wie auch Trunstadt, gehörte zum Bistum Würzburg. Bis ins 18. Jahrhundert war Viereth ein Weinbauort.
Im Jahr 1904 wurde die erste Mainbrücke eröffnet. Der Gemeindeteil Weiher kam 1949 von der Gemeinde Trunstadt zur Gemeinde Viereth. Im Zuge der Gemeindegebietsreform wurde 1978 aus den beiden Gemeinden die Gemeinde Viereth gebildet. Sie wurde 1980 in Viereth-Trunstadt umbenannt.
Viereth hatte 1952 in 163 Wohngebäuden 1029 Einwohner, 1987 waren es 1356.
Viereth war der einzige Alternativstandort zum schließlich in Grafenrheinfeld bei Schweinfurt errichteten Kernkraftwerk Grafenrheinfeld.

## Sehenswertes

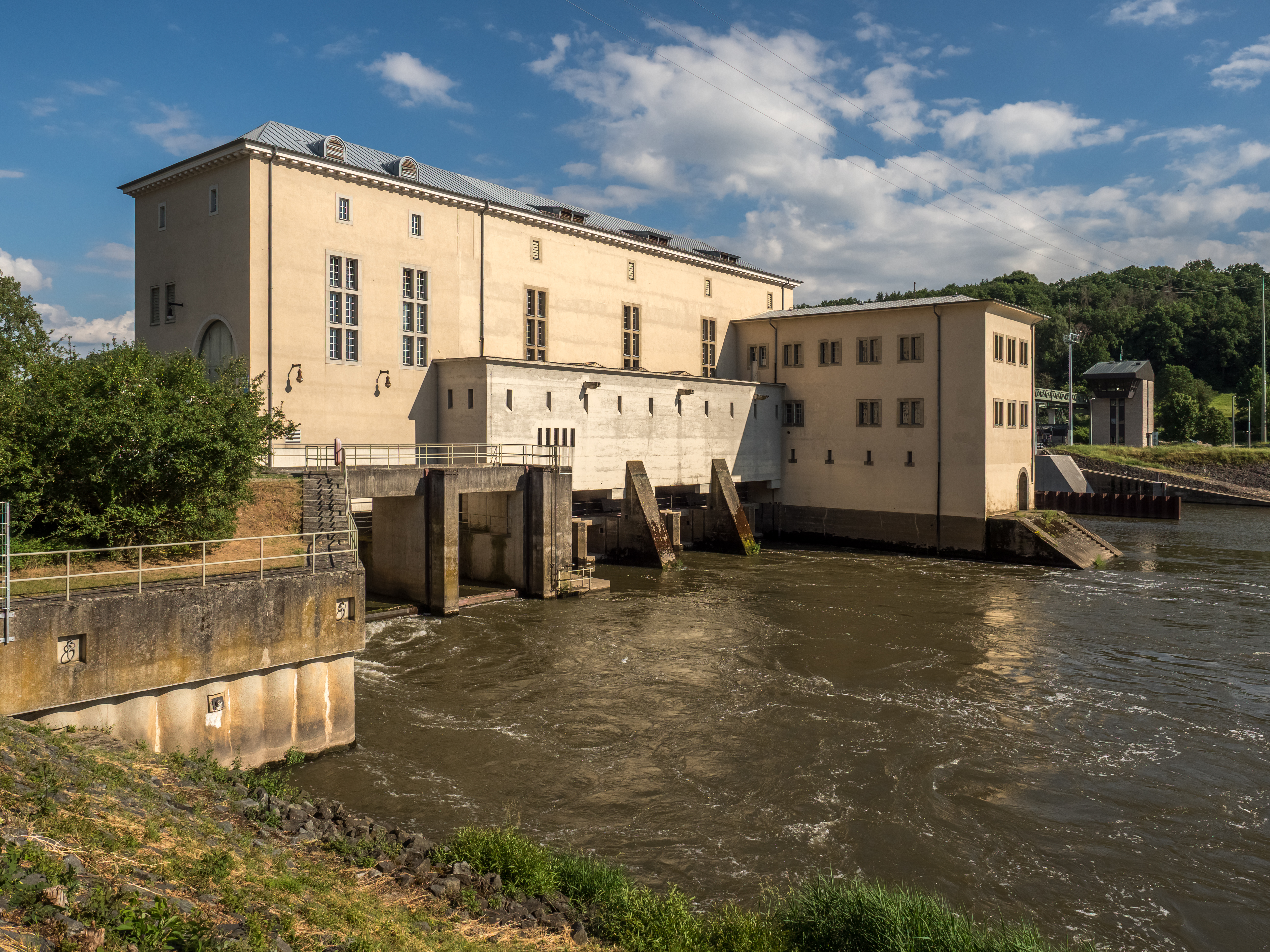
Kraftwerk der Staustufe Viereth

- Kirche St. Jakobus, ein Barockbau von 1762/63 mit Rokokoinnenausstattung. Die Bildhauerarbeiten des Hochaltars stammen von Johann Gottfried Gollwitzer, die Seitenaltäre von Bernhard Kamm und die Kanzel von Johann Thomas Wagner.
- Das Historische Rathaus, ein Fachwerkbau ist im Rundbogengewände des Kellergewölbes mit „1604“ datiert und Sitz der Gemeindeverwaltung.
- Die Zehntscheune, ein Fachwerkbau, wurde um 1720 erbaut und diente der Einlagerung des abgelieferten Zehnt. Sie wurde 1977–79 vom Bildhauer und Maler Reinhard Klesse vor dem Verfall gerettet. Hinter der Fassade richteten er und sein Sohn ihr Atelier ein.[4]
- Kriegerdenkmal; Säule gestaltet von R. Klesse.[5]
- Staustufe Viereth mit	Kraftwerkshaus (massiver dreigeschossiger Walmdachbau), Walzenwehr und Schleppzugschleuse von 1924–1926

→ Liste der Baudenkmäler in Viereth

## Verkehr
Die Bundesstraße 26 verläuft durch den Ort. Von ihr führt ein Abzweig zur 1 km nördlich verlaufenden Autobahn A 70 (Anschlussstelle 13 Viereth-Trunstadt) und die Weiherer Straße in Richtung Tütschengereuth und Weiher.
Die nächstgelegene Bahnstation ist in Oberhaid.

## Wirtschaft
In Viereth sind Kleinbetriebe, Gaststätten und Beherbergungsbetriebe ansässig.
Die Brauerei Mainlust produziert insgesamt etwa 500 Hektoliter unterschiedlicher Biere pro Jahr.
Die Firmengruppe Albin Schmitt deckt ein breites Leistungsspektrum im Baubereich ab.